# Schwimmclub Kreuzlingen
Il Kreuzlingen SC rappresenta una delle realtà solide della pallanuoto svizzera. 
Nell'ultimo decennio la squadra ha ottenuto degli splendidi risultati, infatti è sempre stata presente nelle finali nazionali negli ultimi anni, vincendo quattro titoli.
Gioca le partite casalinghe nello splendido impianto di Hornli, situato sulle rive del Lago di Costanza.
Il 16 settembre 2012, ottiene una storica qualificazione al primo turno di LEN Champions League.
Il 23 luglio 2013 batte in finale l'SC Horgen, conquistando il terzo titolo consecutivo negli ultimi tre anni.

## Rosa 2022
| N° |                     | Ruolo | Giocatore      |
| -- | ------------------- | ----- | -------------- |
|    | Serbia (bandiera)   | P     | Darko Aleksic  |
|    | Svizzera (bandiera) | P     | Luca Henzi     |
|    | Svizzera (bandiera) | CV    | Joel Herzog    |
|    | Svizzera (bandiera) | CV    | Pablo Carballo |
|    | Svizzera (bandiera) | CV    | Veit Albers    |
|    | Svizzera (bandiera) | A     | Simon Geiser   |

| N° |                     | Ruolo | Giocatore       |
| -- | ------------------- | ----- | --------------- |
|    | Svizzera (bandiera) | A     | Remo Keller     |
|    | Svizzera (bandiera) | A     | Marc Herzog     |
|    | Svizzera (bandiera) | A     | Noah Dudler     |
|    | Svizzera (bandiera) | A     | Robin Pleyer    |
|    | Svizzera (bandiera) | D     | Yves Herzog     |
|    | Svizzera (bandiera) | D     | Gian Rickenbach |

### Albo d'oro recente
- 2005 3º posto
- 2006 3º posto
- 2007 3º posto
- 2008 SchweizerMeister
- 2009 SchweizerMeister
- 2010 2º posto
- 2011 SchweizerMeister
- 2012 SchweizerMeister
- 2013 SchweizerMeister
- 2014 2º posto
- 2015 3º posto
- 2016 3º posto
- 2017 3º posto
- 2018 2º posto
- 2019 SchweizerMeister
- 2020 NON ASSEGNATO
- 2021 SchweizerMeister
- 2022 SchweizerMeister